# SMS (сериал)
 Тази статия е за телевизионния сериал.  За съобщителната услуга вижте SMS.  
„SMS“ е испански тийнейджърски телевизионен сериал. Продуцент на сериала е испанската компания Globomedia, а изпълнителни продуценти са Даниел Есия и Ернесто Посуело.

## Сюжет
Сериалът разказва за грижите, любовните истории, неприятностите, предизвикателствата и мечтите на тийнейджърите, които ежедневно контактуват помежду си чрез SMS-и.
Сюжетът представя образа на това поколение чрез неговите стереотипи – на капризни богаташи, на добросърдечни деца и на бунтари без кауза. Музика, любов и омраза, както и съперничества между тийнейджърите, се преплитат с интригите между възрастните герои, които започват с изчезването на един от учениците.
Действието се развива в частно училище, където животът на група богати, наконтени и разглезени деца се променя с пристигането на нов съученик, който току-що е излязъл от изправителното училище.
Животът на Еду, който е избягал от изправително училище, се преобръща, когато се среща с Кристина. Тя е адвокат и иска да се грижи за него, затова го приютява в дома си. Пристигането на Еду в новото училище предизвиква неизбежни сблъсъци между него и новите му съученици, които са предимно богаташчета, интересуващи се само от развлечения. Особено силен е сблъсъкът му с Паула, дъщерята на Кристина, която е умно, хубаво момиче, лидер в обкръжението си и донякъде разглезена. Само Хави, който се счита за издънката на класа, дава шанс на Еду. От общия им интерес към музиката ще се роди тяхна група.

## Актьори
- Лола Марсели – Кристина
- Хавиер Албала – Давид
- Раул Пеня – Еду
- Амая Саламанка – Паула
- Мария Кастро – Лусия
- Марио Касас – Хави
- Ароа Химено – Соня
- Йон Гонзалес – Андрес
- Гиермо Бариентос – Пако
- Хосеп Линуеса – Гонсало
- Вирхин Родригес – Луися
- Антонио Ортелано – Хуан
- Пабло Пенедо – Себас
- Хесус Руйман – Пепе
- Ерика Санс – Джени
- Мария Леон – Летисия
- Мария Котиейо — Ева
- Серхио Мур — Педро

## Герои от първи и втори сезон
Паула Дежардин Го̀мес-Де Иридутиа – Паула е шестнайсетгодишна бунтарка, недисциплинирана и малко шантава. Изглежда, че единственото, което я интересува, е да се забавлява и да изхарчи всичките пари от банковата сметка на майка си Кристина. Тя наистина иска да бъде нормално момиче и завижда на приятелката си Соня за това, че има истинско семейство. Самата Паула още не може да преодолее развода на родителите си. Тя е гадже на Андрес, с когото знае, че няма бъдеще, но е решила да се забавлява, докато може. Заедно със Соня тя налага тенденциите и модата в училището и ако някой не се разбира с нея, няма да се чувства комфортно. Въпреки че се опитва да се разбира с майка си, в крайна сметка двете се скарват. Ролята на Паула играе Амая Саламанка.
Едуардо Са̀нчез Дѝас – Еду е шестнайсетгодишен, без майка и с баща, който е работил като трафикант на наркотици между Испания и Колумбия и в крайна сметка е попаднал в затвора в Богота. Като дете с трудно детство Еду израства на улицата и я познава много добре. Той е крадец на дребно, но дълбоко в себе си е добросърдечен. Заради кражба е прекарал няколко месеца в изправително училище. Когато Гонсало убеждава Кристина да вземе Еду в дома си, Еду попада в социална среда, в която не се чувства на място, но с която бавно свиква. Той е импулсивен и интуитивен, но също интелигентен и чувствителен. Той веднага намира общ език с ПЕРКОТО на класа — Хави. От друга страна флиртовете му с Паула, дъщерята на Кристина, го скарват с Андрес. Чувствайки се като риба на сухо, Еду ще се опита да извади баща си от затвора и да го върне в Испания. Ролята на Еду играе Раул Пеня.
Соня Делгадо Харана – Соня е шестнайсетгодишна. От няколко месеца се среща с Алваро, който е по-голям от нея и ходи във военно училище. Решили са, че когато той завърши, ще се оженят. За Соня това е нещо нормално, тъй като тя е от консервативно семейство с традиции. Паула е повече от приятелка за нея – двете са постоянно заедно. Ролята на Соня играе Ароа Химено.
Лусѝя Химено – Лусѝя е шестнайсетгодишна, интелигентна, работлива и много добре организирана, има най-добрите оценки в класа. Всяко интелектуално предизвикателство е лесно за нея. Тя сама се научава да свири на барабани, за да помогне на Хави и неговата музикална банда. Лусия е плаха, свита и боязлива, и въпречи, че е красиво момиче, е твърде свенлива за агресивни момчета. Тя не умее да създава приятелства и единственият, с когото се е сближила още в детството си, е Хави, когото всички мислят за ПЕРКО като нея. Ролята на Лусия играе Мария Кастро.
Андрѐс е шестнайсетгодишен, гадже на Паула. Харесван, изкусителен, победител, винаги получава каквото иска, с него всичко изглежда лесно, той е лидерът сред приятелите си, най-добрият в спортовете и в училище, дори когато не учи. За него да излиза с Паула е най-логичното нещо, то е част от прекрасния му план за живота: най-доброто момиче за най-доброто момче. Основният му недостатък е, че не знае как да губи. Когато нещата се объркат, наяве излизат най-лошите му страни. Става арогантен, груб и надмемен. Когато научава, че Паула се среща с друг, той ще се бори, за да си я върне, тъй като не понася да му се отнеме „нещо, което притежава“. Ролята на Андрес играе Йон Гонзалес.
Франсиско Делгадо Харана – Пако е шестнайсетгодишен, брат на Соня и най-добър приятел на Андрес, който го е защитавал, когато са били деца. Въпреки че има страхотно тяло, Пако не е много умен и Андрес обича да решава вместо нещо. Въпреки това Пако няма проблем да си намери гаджета. „Когато разберат колко е глупав, вече е късно“, казват приятелите му. За него това е просто спорт – прелъстява и изоставя. Той възприема Лусия като поредното момиче, поне в началото... Ролята на Пако играе Гилермо Бариентос.
Хавиер Йоренс – Хави е шестнайсетгодишен, син на известен музикант от 80-те. Той е най-особеното момче в класа, облича се ексцентрично и е отличен музикант. Има студио, което е наследил от баща си. Мечтата му е да си направи банда, но единствениата му близка е Лусия, а тя участва в това повече заради приятелството им, отколкото заради музиката. Съучениците му се държат зле с него от самото начало, но с годините той успява да се изолира и да живее в негов собствен измислен свят, в който допуска само Лусия. Понякога Андрес и Пако се държат като негови приятели, но само за да се ГАВРЯТ с него. Ролята на Хави играе Марио Касас.
Хуан е двайсетгодишен, продава марихуана и наркотици на Андрес, Пако. С тяхна помощ той организира партита, където много се забавляват и стигат до крайности. Хуан работи като сервитьор в бар, но изкарва най-много с продажбата на дрога на богати деца. Няма образование и няма намерение да учи, защото смята, че животът е твърде кратък и трябва да се изживее ПЪЛНОЦЕННО. Когато Соня губи приятеля си, Хуан започва да излиза с нея. Ролята на Хуан играе Антонио Ортелано.
Себастиа̀н – Себа̀с е бил в ИЗПРАВИТЕЛНИЯ ДОМ заедно с Еду, докато двамата избягват. За разлика от Еду Себас продължава да живее като НЕПЪЛНОЛЕТЕН престъпник, въпреки че оказва подкрепа на приятеля си и се опитва да го откъсне от лъскавия претенциозен свят. Себас е гадже с Лети която е бившe гадже на Еду. Себас, макар и трудно, се опитва да възприеме, че тя трудно ще забрави Едоардо Санчес. Ролята на Себас играе Пабло Пенедо.
Кристина Го̀мес-Де Иридутиа – Кристина е 38-годишна, привлекателна и независима жена, адвокат по сърце и професия. Разведена е след брак с високопоставен френски дипломат (Лионел) преди пет години и има връзка с Давид (бащата на Хави) от около 2 години. Тя се чувства страхотно, тъй като Давид има всичко, което бившият ѝ няма. След като завършва юридическото си образование, Кристина започва частна практика заедно с Гонсало и се посвещава на работата си изцяло. Вероятно това е причината да недоглежда образованието на собствената си дъщеря Паула. Кристина, която специализира в случаи за деца, има всички данни да бъде защитник на едно МЛАДО безпътно момче, което се нуждае от помощ, за да се интегрира обратно в обществото. Има много добри отношения и с Гонсало, който освен неин колега, е и приятел, но когато един от клиентите им попада в затвора, Кристина започва да разследва. Ролята на Кристина играе Лола Марсели.
Давид Йоренс – Давид е 43-годишен, баща на Хави. Известен е като вокал в популярна банда от 80-те, но е вечен тийнейджър. Все още има пари, спечелени по време на музикалната му кариера и се опитва да се забавлява максимално. Единствената му грижа е синът му. Той насърчава приятелството на Хави с Еду, тъй като вярва, че ще му помогне. Вижда се с Кристина, но отказва да се обвърже сериозно. Ролята на Давид играе Хавиер Албала.
Пепе Делгадо – Пепе и Хулия Харана – Хулия са родителите на Соня и Пако. Хулия е приятелка на Кристина от колежа. Когато се омъжва за Пепе, тя спира да работи, защото семейството ѝ е изключително богато, благодарение на уменията на Пепе успешно да върти строителния си бизнес. Ролята на Пепе играе Хесус Руйман, а на Хулия Алехандра Торей.
Гонсало е 40-годишен, съученик на Кристина и неин партньор в кантората. Необвързан е, но е „женен“ за работата си и е решен да натрупа много пари. Лицемер с фасада на ангел, студен и безскрупулен, той използва хората докрай. Става корумпиран, когато открива, че може да има много пари, като ги изпира. Тъй като Кристина вече подозира нещо, Гонсало без да се замисли изпраща Еду да шпионира Кристина. Ролята на Гонсало играе Йосеп Линуеса.
Луиса е младата и невинна секретарка в кантората на Гонсало и Кристина, която Кристина е приютила в дома си в началото. Луиса има връзка с Гонсало.

## „SMS“ в България
В България сериалът се излъчва от 2009 г. по bTV. Ролите се озвучават от артистите Юлия Станчева, Десислава Знаменова, Мартин Герасков, Светломир Радев и Станислав Димитров.